# Crack-kokain

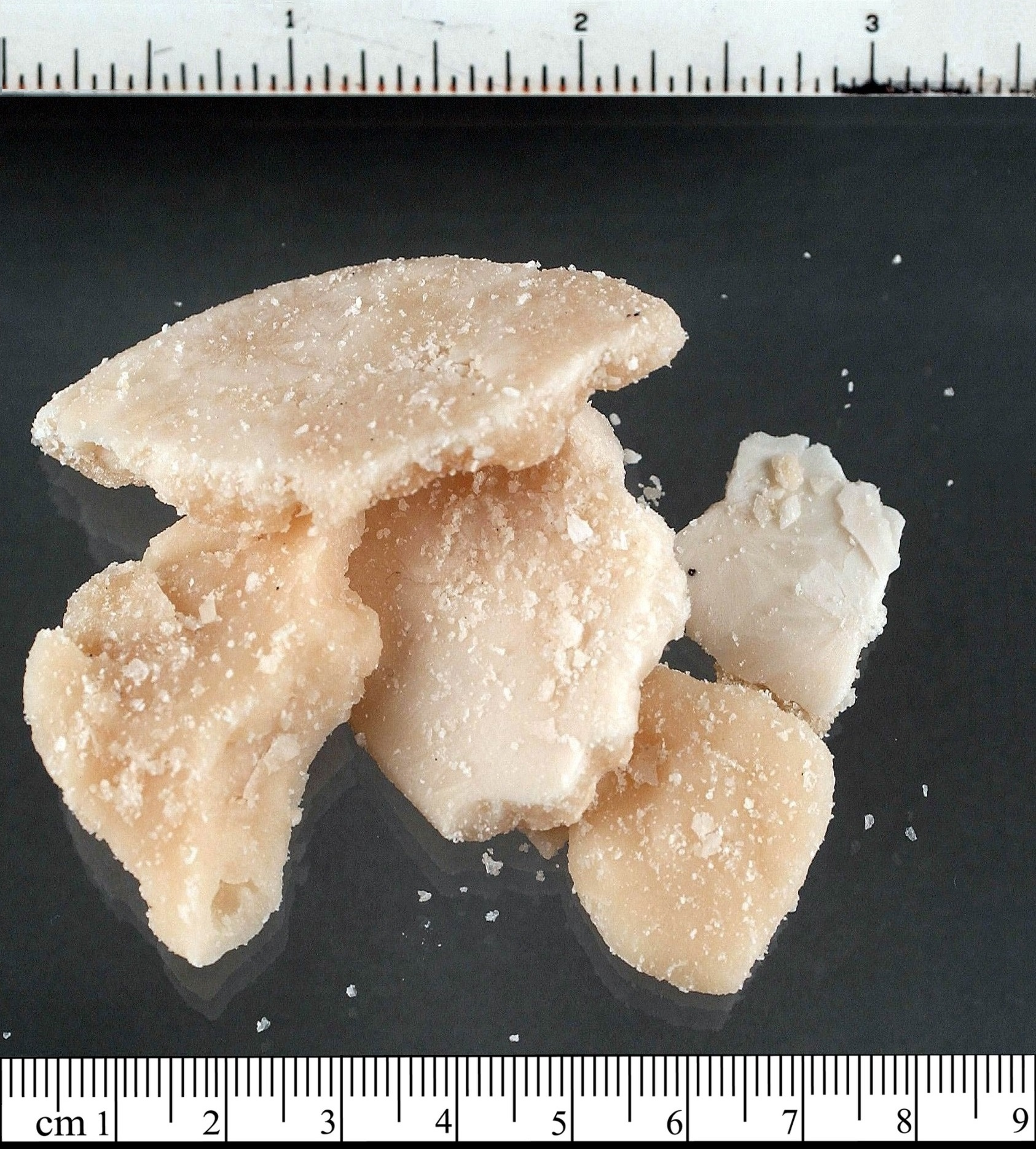
Crackbitar.

Crack är gulvita klumpar av fribasen av drogen kokain. Crack är avsett att rökas. Genom att omvandla kokain till fribas genom att koka kokain med bikarbonat eller Ammoniak i vatten sänker man kokpunkten och gör det lättare att röka. Eftersom rökning ger ett snabbt upptag av drogen ger crack en starkare, intensivare känsla, som i gengäld varar under en kortare period än vanligt kokain. Drogen blev populär i USA på 1980-talet och var från början avsedd som substitut för andra, dyrare, tunga droger. Att koka kokainet i ammoniak istället för Bikarbonat är ett vanligt sätt för missbrukare på gatunivå att koka "stenar" som sedan kan rökas. 
Crack kan tillverkas av vanligt kokain och bikarbonat. Crackepidemin uppmärksammades internationellt i början av 1990-talet. 
Crack är  ovanligt i Sverige. I den mån det förekommer är det användare som själva gör crack av inköpt kokain. I resten av världen är crack relativt ovanligt men har på senare år[när?] förekommit alltmer i Storbritannien, i synnerhet södra London. Även i Köpenhamn har det blivit mer förekommande att missbrukare kokar "fribas" av kokain.[källa behövs] I de största delarna av Asien och Oceanien är det så gott som okänt.

## Crackepidemin i USA 1984-1990
I början av 1980-talet kom de första rapporterna om crack i USA:s storstäder. Drogen ansågs till en början inte vara något stort problem, eftersom de flesta som använde drogen tillhörde en relativt välordnad medel- och överklass, men det låga priset på crack gjorde att drogen snabbt spred sig även i mindre välbärgade områden och hälsoeffekterna av den nya kokainformen började snart att märkas. Under 1986 ökade tillgången på crack lavinartat, och antalet crackrelaterade akutfall på landets sjukhus ökade med 110 procent.
1987 var crack tillgängligt i alla utom fyra delstater i USA och i slutet av 1980-talet beräknades fler än 10 000 gängmedlemmar vara involverade i crackhandeln. Med handeln följde en omfattande kriminalitet och en studie från 1988 visade att 32 procent av alla mord i New York var crackrelaterade.
Crackepidemin och dess våldsamma effekter dog ut under 1990-talets första år. Orsakerna till det är inte klarlagda. En orsak till den minskade brottsligheten kan ha varit att drogmarknaden stabiliserades när gränsdragningar mellan olika gäng hade etablerats. Drogens direkta och indirekta skadeverkningar kan också ha bidragit till en kulturell förändring som gjorde att allt fler tog avstånd från crack. I USA straffas innehav av crack hårdare än innehav av samma mängd kokain.